# Morley (Name)
Morley ist ein englischer männlicher Vorname sowie Familienname.

## Namensträger

### Vorname
- Morley Callaghan (1903–1990), kanadischer Schriftsteller
- Morley Cohen (1923–2005), kanadischer Chirurg
- Morley Griswold (1890–1951), US-amerikanischer Politiker
- Morley Safer (1931–2016), kanadischer Journalist und Korrespondent, Emmy-Award-Träger
- Morley Evans Wilson (1881–1965), kanadischer Geologe

### Familienname
- Alan Morley (* 1950), englischer Rugby-Union-Spieler
- Alexander Morley (1908–1971), britischer Diplomat
- Andrew James Morley (* 1989), australischer Schauspieler
- Angela Morley (1924–2009), britische Komponistin und Dirigentin
- Arnold Morley (1849–1916), britischer Politiker der Liberal Party, Unterhausabgeordneter, Postminister
- Bethan Morley (* 2001), britische Leichtathletin
- Bob Morley (* 1984), australischer Schauspieler
- Christopher Morley (1890–1957), US-amerikanischer Herausgeber, Schriftsteller und Sherlockianer
- Clarence Morley (1869–1948), US-amerikanischer Politiker
- Daniel von Morley (um 1140–um 1210), englischer Philosoph und Astronom
- David Morley (Diplomat) (David John Morley; * 1954), britischer Diplomat
- David Morley (Literaturwissenschaftler) (* 1964), britischer Dichter, Literaturwissenschaftler und Hochschullehrer
- David Morley (Musiker) (* 1965), britischer Schauspieler, Musiker und Musikproduzent
- David Morley, Filmregisseur und Drehbuchautor, siehe David Morlet
- David Morley (Eishockeyspieler) (* 1990), kanadischer Eishockeyspieler
- David C. Morley (1923–2009), britischer Arzt
- Dick Morley (Richard E. Morley; 1932–2017), US-amerikanischer Ingenieur
- Ebenezer Cobb Morley (1831–1924), englischer Fußballfunktionär
- Edith Morley (1875–1964), englisch-britische Literaturwissenschaftlerin und Aktivistin
- Edward W. Morley (1838–1923), US-amerikanischer Chemiker
- Erin Morley (* 1980), US-amerikanische Opernsängerin (Koloratursopran)
- Frank Morley (1860–1937), britischer Mathematiker
- Fred Morley (1850–1884), englischer Cricketspieler
- Glen Stewart Morley (1912–1996), kanadischer Dirigent, Cellist und Komponist
- Grace Morley (1900–1985), US-amerikanische Kunsthistorikerin und Museumsleiterin
- Henry Morley (1822–1894), britischer Journalist und Professor für englische Literatur
- James Headlam-Morley (1863–1929), britischer Historiker
- John Morley, 1. Viscount Morley of Blackburn (1838–1923), britischer Politiker und Autor
- John David Morley (1948–2018), englischer Schriftsteller
- Karen Morley (1909–2003), US-amerikanische Schauspielerin
- Kay Morley-Brown (* 1963), britische Hürdenläuferin
- Lewis Morley (1925–2013), australischer Fotograf
- Malcolm Morley (Maler) (1931–2018), britischer Maler
- Malcolm Morley (Musiker), britischer Musiker
- Michael Morley (Schriftsteller) (* 1957), britischer Schriftsteller und Journalist
- Michael Morley (Musiker), neuseeländischer Musiker
- Michael Morley (Wirtschaftswissenschaftler) (* 1968), irischer Wirtschaftswissenschaftler
- Michael D. Morley (Michael Darwin Morley; 1930–2020), US-amerikanischer Mathematiker
- Neville Morley (* 1969), britischer Altertumswissenschaftler und Hochschullehrer
- Patrick Joseph Morley (1931–2012), irischer Politiker
- Paul Morley (* 1957), britischer Musikjournalist
- Peter Morley (Dokumentarfilmer) (1924–2016), britischer Dokumentarfilmer und Fernsehproduzent
- Peter Morley (Manager) (1929–2013), britischer Sportmanager
- Peter M. Morley (* 1953), australischer Kameramann
- Robert Morley (1908–1992), britischer Schauspieler und Schriftsteller
- Ruth Morley (1925–1991), US-amerikanische Kostümdesignerin
- Samuel Morley (1809–1886), britischer Politiker und Philanthrop
- Sean Morley (* 1971), kanadischer Wrestler
- Sylvanus Griswold Morley (Romanist) (1878–1970), US-amerikanischer Romanist und Hispanist
- Sylvanus Griswold Morley (1883–1948), US-amerikanischer Archäologe und Altamerikanist, siehe Sylvanus Morley
- Thomas Morley (1557/1558–1602), englischer Komponist, Organist und Musikwissenschaftler
- Tony Morley (* 1954), englischer Fußballspieler
- Tyler Morley (* 1991), kanadischer Eishockeyspieler
- Zach Morley (* 1983), US-amerikanischer Basketballspieler